# Karl Gustaf Lindesvärd
Karl Gustaf Anders Lindesvärd, född 12 september 1894 i St Olai församling, Norrköping, död 10 juli 1979 i St Petri församling, Malmö, var en svensk ingenjör och företagsledare. Lindesvärd var ägare till och chef för Bröderna Malmströms metallvarufabrik 1926–1974 och hade sex patent på det belysningstekniska området.
Karl Gustaf Lindesvärd avlade civilingenjörsexamen vid Kungliga Tekniska högskolan (KTH) i maj 1917. Han var anställd vid Asea i Västerås 1918–1919, som driftchefsassistent vid Trollhätte kraftverk (även Olidans kraftverk) 1919–1921, vid The Ekman Foreign Agencies Ltd (i dag Ekman & Co) i Shanghai 1921–1922, vid AB de Lavals ångturbin 1923, som försäljningschef vid Elektriska AB Chr Bergh & Co (Cebe) i Malmö 1924–1926, därefter chef för det egna företaget Bröderna Malmströms metallvarufabrik.
Karl Gustaf Lindesvärd var framför allt engagerad i att förbättra den tekniska belysningen på sjukhus, järnvägar, statliga verk och institutioner. Bland annat konstruerade han och förde till marknaden den första svenska S-märkta lamphållaren år 1932. Han utvecklade också produkten KG-armaturen år 1936.
Lindesvärd var ledamot i Svenska teknologföreningen (STF).
Karl Gustaf Lindesvärd var son till musikdirektör Anders Nilsson och teckningslärare Gerda Alice Leontina Nilsson (Lindhe). Han var gift med Denise Lindesvärd (Bodé) (1902–1990), och far till Claes Edvard Lindesvärd (1929–1994) och Anders Lindesvärd (1937–2020). Makarna Lindesvärd är gravsatta på Östra kyrkogården i Malmö.

## Patent
1. Belysningsarmatur för sjukhus[1] (1934)
2. Karbidlampa[10] (1940)
3. Kronljuslamphållare, så kallad ljusimitationslamphållare[11] (1942)
4. Strömtillförsel för utbalanserad bärarm i elektriska armaturer[12] (1944)
5. Nippel för genomföring av elektrisk kabel[13] (1945) och
6. Vårdrumsarmatur[14] (1974) tillsammans med Claes Lindesvärd